# The Angry Video Game Nerd
The Angry Video Game Nerd (Le Nerd furieux du jeu vidéo, aussi connu sous les initiales AVGN) est une web-série de critiques humoristiques d'anciens jeux vidéo mettant en vedette et créée par James Duncan Rolfe (en). L'émission tourne autour des commentaires du personnage du Nerd à propos de vieux jeux qu'il considère de mauvaise qualité, ayant parfois une difficulté exagérée ou ayant été mal conçus en général. Le personnage interprété par James, The nerd, est un fanatique de jeux vidéo colérique et grossier. Lors des critiques, le personnage consomme de l'alcool, souvent de la bière (de la Rolling Rock (en) pour être précis), et fait usage d'une panoplie de blasphèmes, le nerd utilise un grille-pain comme console durant certaines mises en scène.
La série débute en 2004, et est publiée à l'origine sur le site Cinemassacre. Plus tard en 2006, Mike Matei convainc James de publier les vidéos sur YouTube. Il devient peu après partenaire avec ScrewAttack, puis avec GameTrailers pour finalement retravailler exclusivement avec Cinemassacre. À l'origine intitulée The Angry Nintendo Nerd, l'émission est renommée The Angry Video Game Nerd pour éviter d'avoir des problèmes de droits avec Nintendo, ainsi que pour diversifier davantage les jeux critiqués.
Un jeu vidéo basé sur la série, nommé The Angry Video Game Nerd Adventures, sort sur PC en 2013 puis est porté sur Wii U et sur Nintendo 3DS en 2015. Un long-métrage basé sur la série, nommé Angry Video Game Nerd: The Movie, sort à l'été 2014.

## Principe
La série se concentre sur des critiques agressives de vieux jeux vidéo et vieilles consoles datant généralement de la fin des années 1970 jusqu'au milieu des années 1990, qu'il considère de qualité médiocre, mal conçus ou parfois ayant un niveau de difficulté trop élevé.
Le Nerd, joué par James Rolfe, est un fanatique de jeux vidéo acariâtre et grossier. L'humour de la série procède souvent de la tendance du Nerd à proférer des gros mots composés pour exprimer sa frustration et sa colère pour un jeu : il emploie des actes répugnants et pénibles, souvent scatologiques, pour décrire ce qu'il ressent. Il y a aussi de nombreux gags visuels, qui impliquent parfois de la violence.

## Historique

### The Angry Nintendo Nerd

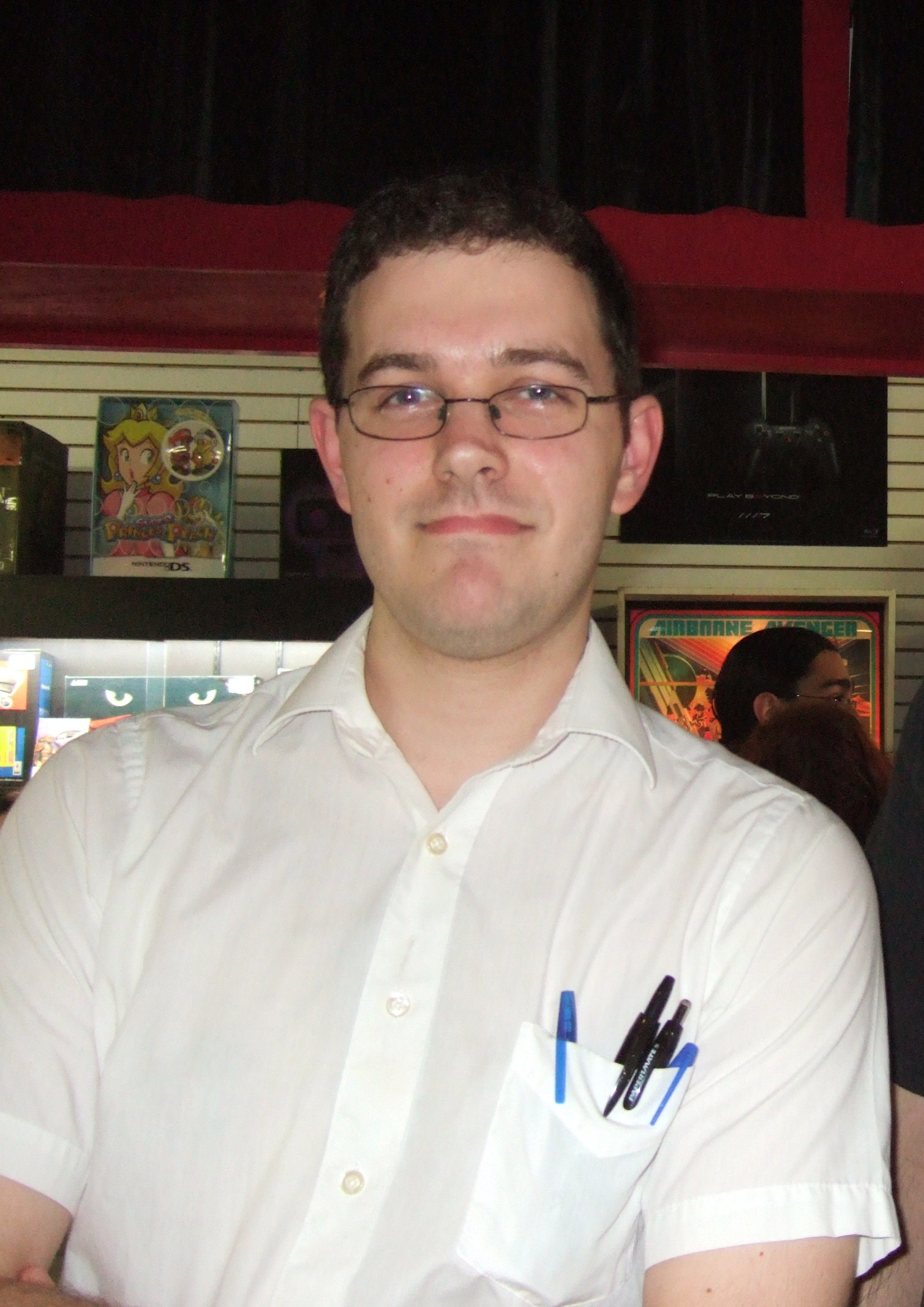
James Duncan Rolfe le 28 juin 2008.

La série débute en 2004 avec un court métrage nommé Bad NES Games dans lequel James Rolfe fait une courte critique de Castlevania II: Simon's Quest sur Nintendo Entertainment System. Il décide peu après de faire une suite, cette fois à propos du jeu Dr. Jekyll and Mr. Hyde sorti également sur Nintendo Entertainment System. Avant d'être publiées sur internet, les deux vidéos ne sont disponibles que dans une collection de quatre vidéocassettes appelé Cinemassacre Gold Collection, regroupant ses meilleurs films, qu'il partage avec ses amis,.
Comme l'a déclaré James Rolfe sur son site, ces deux vidéos étaient supposées n'être qu'une « simple plaisanterie » et il n'avait pas l'intention de les rendre publiques, ne les montrant qu'à ses amis. Cependant, en 2006, Mike Matei lui suggère de publier les deux vidéos sur internet, ce qu'il fait au courant de cette même année en format QuickTime. Par la suite, Mike fait la découverte de YouTube. Il crée une chaîne pour James et publie ses vidéos.
Le 12 septembre 2006, la série se fait remarquer par le grand public lorsque sa critique de Teenage Mutant Ninja Turtles sur Nintendo Entertainment System devient virale sur YouTube. Le phénomène a été reporté sur la chaîne américaine MTV dans un segment intitulé Viral Videos Infect the Mainstream, soit en français « Les vidéos virales infectent le grand public ».

### The Angry Video Game Nerd
James décide plus tard de changer le titre de l'émission de The Angry Nintendo Nerd en The Angry Video Game Nerd pour éviter d'avoir des problèmes de droits d'auteur avec Nintendo. Le changement se fait avec le quinzième épisode de la série, Chronologically Confused About Bad Movie and Video Game Sequel Titles, publié le 7 décembre 2006. De plus, il commence à ce moment-là à diversifier ses critiques vers des jeux sur d'autres plates-formes, tel que l'Atari 2600, la Super Nintendo, la Sega Master System et la Sega Genesis. James commence également à faire des vidéos sur divers sujets liés au jeu vidéo. Il critique des accessoires, tel que le Power Glove et le U-Force (en), des films, comme L'Enfant génial, ainsi que le magazine Nintendo Power.
En février 2007, James est embauché par GameTrailers. Grâce à ce partenariat, James peut pour la première fois gagner sa vie avec ses critiques. Toutefois, il ne peut publier ses vidéos sur sa chaîne YouTube qu'un an après leur publication d'origine sur GameTrailers. À partir de décembre 2011, James se concentre davantage sur la production d'un long-métrage basé sur la web-série, nommé Angry Video Game Nerd: The Movie, tout en continuant à produire de nouveaux épisodes. Des invités spéciaux font à l’occasion leur apparition, comme Lloyd Kaufman dans un épisode sur les jeux basés sur The Toxic Avenger ou encore Macaulay Culkin dans un épisode au sujet des jeux basés sur les films Maman, j'ai raté l'avion.

## Film
Angry Video Game Nerd: The Movie est un film indépendant basé sur la web-série. James Rolfe y reprend le rôle du Nerd en plus d'être réalisateur, producteur et co-scénariste du film. La musique est composée par Bear McCreary et mélange la musique symphonique au style heavy metal et au chiptune. Le long-métrage est entièrement financé par crowfunding à l'aide du site Indiegogo. Bien que l'objectif de base soit de 75 000 dollars, la campagne parvient à amasser plus de 325 000 dollars. La première du film a lieu le 21 juillet 2014 au Grauman's Egyptian Theatre à Hollywood en Californie.
Le scénario du film tourne autour du jeu vidéo E.T. the Extra-Terrestrial sorti sur Atari 2600 en 1982 ainsi que sur l'enfouissement de jeux vidéo par Atari. Le Nerd, interprété par James Rolfe, refuse catégoriquement de rejouer au jeu pour en faire une critique, et ce malgré les pressions des fans. Cela est dû à la mauvaise réputation du titre et à un traumatisme qu'a vécu le Nerd en y jouant durant son enfance. Cependant, lorsqu'il est approché par Mandi, la représentante d'une compagnie nommé Cockburn Gaming, pour lui demander de jouer à une suite du jeu conçu par cette même compagnie, il change d'avis. Le Nerd décide d'aller faire des fouilles à la décharge où les cartouches du jeu E.T. the Extra-Terrestrial sont enterrées, dans le désert du Nouveau-Mexique, pour tenter de démontrer qu'il ne s'agissait que d'une farce, et ainsi éliminer la fascination autour du jeu.

## Jeux vidéo
En 2013, un jeu vidéo basé sur la web-série, nommé The Angry Video Game Nerd Adventures, est annoncé sur PC. Développé par FreakZone Games, le jeu sort en téléchargement sur Steam le 20 septembre 2013. Le gameplay du jeu est grandement inspiré de Megaman et de Castlevania. Un portage du jeu sur Wii U et Nintendo 3DS est prévu à l'origine pour 2014. Il sort finalement sur Wii U en téléchargement via le Nintendo eShop le 2 avril 2015. Il devient ensuite disponible en téléchargement sur Nintendo 3DS à partir du 4 juin 2015. Une suite au jeu, nommé Angry Video Game Nerd Adventures II: ASSimilation est annoncé en 2015. D’abord prévu pour hiver 2015, il sort finalement le 29 mars 2016 sur PC. Une compilation appelée Angry Video Game Nerd I & II Deluxe comprenant les deux jeux avec des modifications est annoncée en 2019. Elle sort le 30 octobre 2020 sur PC et Nintendo Switch et sortira à une date ultérieure sur Xbox One et PlayStation 4.

## Autres séries de l'auteur
En plus de The Angry Video Game Nerd, James Rolfe a créé d'autre web-séries basés sur des critiques.
You Know What's Bullshit? (traduction : "Vous savez ce qui est chiant?") est une web-série dans laquelle il critique des éléments de la vie quotidienne qu'il trouve particulièrement frustrants et insensés. Il s'y fait appeler « The Bullshit Man » (traduction : l'homme aux crottes de taureau). Les épisodes y sont généralement beaucoup plus courts que ceux de The Angry Video Game Nerd.
Rolfe a également commencé une autre série de critiques filmées, Board James, où il critique des jeux de société. Les épisodes sont plus longs que You Know What's Bullshit? mais moins fréquents. La série est terminée.
La web-série James and Mike Mondays montre des let's play de James Rolfe et Mike Matei, à un rythme hebdomadaire. Il arrive que ce soit remplacé par Mike jouant seul en raison de l'indisponibilité de James.

## Inspirations
L'émission web française humoristique du Joueur du Grenier de Frédéric Molas et Sébastien Rassiat est inspirée dans son concept par l'Angry Video Game Nerd, le principe d'avoir un personnage colérique qui joue à de mauvais jeux rétro ayant été repris.